# Fort Morgan (Colorado)
Fort Morgan es una ciudad ubicada en el condado de Morgan en el estado estadounidense de Colorado. En el Censo de 2010 tenía una población de 11 315 habitantes y una densidad poblacional de 1094,1 personas por km².

## Geografía
Fort Morgan se encuentra ubicada en las coordenadas 40°15′16″N 103°47′29″O / 40.25444, -103.79139. Según la Oficina del Censo de los Estados Unidos, Fort Morgan tiene una superficie total de 10.34 km², de la cual 10.18 km² corresponden a tierra firme y (1.6%) 0.17 km² es agua.

## Demografía
Según el censo de 2010, había 11 315 personas residiendo en Fort Morgan. La densidad de población era de 1094,1 hab./km². De los 11 315 habitantes, Fort Morgan estaba compuesto por el 70.32% blancos, el 6.06% eran afroamericanos, el 0.9% eran amerindios, el 0.74% eran asiáticos, el 0.2% eran isleños del Pacífico, el 19.13% eran de otras razas y el 2.63% pertenecían a dos o más razas. Del total de la población el 43.28% eran hispanos o latinos de cualquier raza.